# Fontaine de la Trinité-Bezver
La fontaine de la Trinité-Bezver. est située au lieu-dit La Trinité-Langonnet sur la commune de Langonnet dans le Morbihan.

## Historique
L'enceinte de la fontaine de la Trinité-Bezver fait l’objet d’une inscription au titre des monuments historiques depuis le 29 mars 1935.

## Description
La pierre centrale du couronnement de la fontaine porte la date de 1696 et une pierre, surmontant la niche porte la date de 1702. Elle a été restaurée en 1949. 
Le bassin polygonal situé au centre est surmonté d'un édicule ouvert par une baie en anse de panier. À l'intérieur, une niche en forme de coquille et deux niches plus petites ne contiennent plus leurs statues.